# Ciumani
Ciumani es una comuna ubicada en el distrito de Harghita, Rumania.

## Superficie
Cuenta con una superficie de 95,41 kilómetros cuadrados.

## Demografía
Hasta 2021 la población era de 3881 habitantes, con una densidad de población de 40,68 habitantes por kilómetro cuadrado.